# Janikowo (województwo wielkopolskie)
Janikowo – wieś w Polsce położona w województwie wielkopolskim, w powiecie poznańskim, w gminie Swarzędz.
W latach 1975–1998 miejscowość administracyjnie należała do województwa poznańskiego.
Siedziba dwóch sołectw: Janikowo Dolne i Janikowo Górne.